# Tylocephalonyx skinneri
Il tilocefalonice (Tylocephalonyx skinneri) è un mammifero estinto, appartenente agli ancilopodi. Visse nel Miocene inferiore (circa 18 milioni di anni fa) e i suoi resti sono stati ritrovati in Nordamerica.

## Descrizione
Questo animale aveva un aspetto decisamente curioso: il corpo era massiccio e dal profilo obliquo, a causa del fatto che le zampe anteriori erano leggermente più lunghe di quelle posteriori. Tutti e quattro gli arti erano equipaggiati con lunghi e robusti artigli ricurvi. L'aspetto più sorprendente, però, era dato dal cranio: morfologicamente era piuttosto simile a quello di un cavallo, ma possedeva le ossa della volta cranica straordinariamente ispessite, a formare una vera e propria cupola.

## Classificazione
I resti di questo animale sono stati ritrovati in numerosi giacimenti degli Stati Uniti (Nebraska, Oregon, Wyoming, Utah, Montana e Colorado). Il gruppo a cui appartiene il tilocefalonice, gli ancilopodi, comprendeva mammiferi perissodattili, imparentati alla lontana con i cavalli ma dalle caratteristiche aberranti per quanto riguarda le zampe. Tylocephalonyx, in particolare, è considerato un rappresentante della sottofamiglia Schizotheriinae, che includeva anche Ancylotherium e il ben noto Moropus.

## Stile di vita
Il tilocefalonice viveva nelle grandi praterie che, all'inizio del Miocene, avevano incominciato a formarsi in tutto il Nordamerica. Tuttavia, la sua dentatura era ancora adatta a cibarsi di fogliame, e quindi questo animale doveva vivere in prossimità dei rari boschi. L'enorme struttura a cupola sul cranio era probabilmente utilizzata in combattimenti intraspecifici, forse tra i maschi per la conquista delle femmine o per stabilire il predominio di un branco. Le zampe artigliate, probabilmente, servivano a dissotterrare le radici di cui  forse si cibava questo animale.